# Kazlje
Kazlje so naselje v Občini Sežana. Delijo se na zaselke Spodnji Konec, Zgornji Konec in Dolnji Konec. 

## Zgodovina
Partizani so 3. marca 1943 v bližini Kazelj napadli kamion italijanskih vojakov ter jih pri tem štiri ubili in sedem ranili, Italijani pa so ubili enega pastirja ter odpeljali sedem vaščanov in jih kasneje ubili. Zvečer so napadli vas in zažgali 29 domačij z živino vred, tako da so bili domačini prisiljeni v begunstvo.